# Pülzig
Pülzig is een dorp in de gemeente Coswig in de Duitse deelstaat Saksen-Anhalt. Het is gelegen aan de zuidelijke flank van de hoge Fläming.

## Sport en recreatie
Door deze plaats loopt de Europese wandelroute E11. De E11 loopt van Den Haag naar het oosten, op dit moment de grens van Polen en Litouwen.